# Hadarás
A hadarás a Fluency Disorders Division of the American Speech-Language-Hearing Association definíciója szerint:
„Olyan beszédfolyamatossági zavar, amelynek jellemzője a gyors vagy szabálytalan beszédtempó, túlzott megakadás, melyhez gyakran gyakran más nyelvi és fonológiai hiba, deficit társul.”
Sick (1999) definíciója szerint:
„A hadarás a fonetikai rendellenességek halmozott előfordulásában jelenik meg, mint például a hangokból és szótagokból való hiányosságok, hangelhagyások és hangváltozatok, gyakran a kijelentések az érthetetlenséghez vezetnek egy magas és/ vagy szabálytalan artikulációs sebességnél. Gyakran megjelennek emellett megakadások a szótagok, a szavak és a hangok formájában, valamint a tagmondatok megismétlésében.”

## Története
A hadarásról szóló legkorábbi leírás Battarosról, a híres líbiai uralkodóról szól.[forrás?] Battaros beszéde gyors és csapongó volt. Ezért a hozzá hasonlóan beszélőkre azt mondták, hogy battarismusban szenvednek. Az 1960-as években a tachyphemia kifejezést használták a hadarás megnevezésére, mely a görög „gyors beszéd” kifejezésből ered. Ezt a meghatározást azonban nem sokáig használták, hiszen a gyors beszédtempó nem a legmeghatározóbb sajátossága a hadarásnak. 
Egészen mostanáig minden hadarással kapcsolatos tudásunk Európából származott. A hadarást Észak-Amerikában lényegében figyelmen kívül hagyták az 1930-as évektől egészen az 1980-as évekig. Azóta azonban nagy figyelmet fordítanak a hadarás kutatására. Az első hadarásról szóló világkonferenciát 2007 májusában, Bulgáriában tartották. A több mint hatvan résztvevő 18 különböző országból érkezett, hogy megosszák egymással a hadarással kapcsolatos tudásukat. A hadarók és a szakemberek 2007-ben az első hadarásügyi konferencián létrehozták az International Cluttering Association nemzetközi szövetséget, amely a beszédhibát minden oldalról meg akarja közelíteni, hogy segítsen ezen.

## Háttere
A hadarás többnyire örökletes organikus zavar eredményeként jön létre, gyakorta halmozottan jelentkezik olyan családokban, ahol a beszédgyengeség különböző fokozatai és típusai megtalálhatók. A genetikai komponens fiúknál gyakoribb, mint lányoknál. A hadarás a beszéd veleszületett zavara, melynek különböző súlyossági fokai ismeretesek. A hadarást leggyakrabban a különböző szintű, de mindenképpen jelenlévő beszédgyorsaság jellemzi, ami feltűnő ugyan, mégsem a legsúlyosabb tünet. A felgyorsult beszédtempóval természetszerűleg együtt jár bizonyos hangok, szótagok kihagyása, a rendkívül pontatlan, torz hangképzés, illetve sokszor szembeötlő a beszéd monotóniája, amely a beszédzavar organikus jellegével van összefüggésben. A monotónia tünetének EEG-vizsgálata alapján különbséget lehet tenni az agytörzsi sérülés következményeként előálló hangok közti monotónia és a kérgi károsodásból eredő mondaton belüli monotónia jelensége között. A kutatások azt mutatják, hogy a hadarás egy veleszületett beszédgyengeség eredménye tehát, ami rendszerint megkésett beszédfejlődéssel jár, amelyre később ráépül a hadarás jelensége. Egyes kutatók a hadarás és a balkezesség között összefüggést látnak, s bár ez nem nyert bizonyítást, mégis tagadhatatlan, hogy a hadarók között nagyon gyakran fordul elő balkezesség. Egyes kutatók az akusztikus képességek fejletlenségében látják a probléma gyökerét. A beszédgyengeség és a jó zenei képesség egymást kizáró okok ugyanis. A hadaróknak sokszor valóban nincs zenei hallásuk, s akár egy egyszerű dallam visszaadása is megoldhatatlannak bizonyulhat számukra. A hadarás nem pszichés zavar ugyan, de a kedvezőtlen családi és szociális hatások felerősíthetik a tüneteket.

## Tünetei
A tünetek szemantikai és pragmatikai szinteken is jelentkezhetnek. Feltűnő kommunikációs viselkedésük van a hadaróknak: gyakran nem sikerül a sajátos, hibás közlésüket megformálniuk, túl hosszasan és nehezen érthetően beszélnek. A beszéd nem hangzik folyamatosnak, és nem világos az, amit az érintett mondani akar. A beszédben jelentkező tünetek a gyors beszédtempó, szaggatott hangzás, túl rövid vagy túl hosszú, vagy rosszul elhelyezett szünetek tartása, a túlzott teljes szóismétlések, befejezetlen szavak. De megfigyelhető az úgynevezett végső rész ismétlése is. Jellemző egyfajta elmosódott beszéd, különösen torzított, elmosódott /r/és /l/ hangok jellemzik és egyfajta monoton beszéd, amely hangosan kezdődik és mormogássá, szinte akár suttogássá is válhat. A szókezdet szaggatott és gyors, a mondatszerkesztés gyakran hibás. A nyelvi struktúra zavara miatt nem sikerül a beszéd tartalmát a beszélgető partner felé érthetően tagolni. A kapkodó beszéd mellett tipikus a szótag- és hangkihagyás, a hangváltozat, a hangpótlás. A hangok gyakran elnyelődnek. A hadaró nincs tisztában beszédfolyamatossági problémájával. De lehetséges ideiglenes javulás, amikor valaki azt kéri a hadarótól, hogy lassítson le, vagy figyeljen a beszédére. A gondolataik csapongóvá és szervezetlenné válnak a beszéd során. Görcs nem jelentkezik a beszédben és nincs másodlagos viselkedési tünet sem. A hadarás tünetei megjelenhetnek az írásban és az olvasásban is, a hadaráshoz társulhat tanulási zavar, valamint hanyag kézírás, amely nem áll összefüggésben az intelligencia szintjével. Másodlagos tünetként előfordulhat hiperaktivitás, könnyű eltéríthetőség, limitált figyelem és auditív feldolgozási probléma. Szociális problémahoz vezet, hogy környezete nehezen érti meg a hadaró mondanivalóját.

## Diagnosztika
Differenciáldiagnosztikailag először körülhatárolják a hadarást más rendellenességektől. Sok esetben a „dadogást”, mint egy általános kifejezést használják a különböző megakadások jelölése során. Ezért tehát gyakori, hogy tévesen a hadarást is dadogásként értelmezi a környezet, különösen akkor, ha hadaró ideges és a beszéde zavarossá válik, s így közelebb fog állni a dadogáshoz, mint a hadaráshoz. Mivel a hadarás nem közismert, sok hadaró dadogóként írja le magát. 
A hadarást tehát sokszor tévesen dadogásként azonosítják. Mindkét kommunikációs zavar megszünteti a beszéd folyamatosságát, de különböző módon. A dadogó személyeknek koherens gondolkodásmódjuk van, azonban nehézséggel küzdenek a gondolataik hangosan, beszéddel történő kifejezésében. Ezzel szemben a hadaróknak nincs különösebb problémájuk a beszéd expresszív oldalával, gondolataik szavakba öntésével, viszont gondolataik csapongóvá és szervezetlenné válnak a beszéd során. A hadarás – szemben a dadogással – nemcsak a beszédet, hanem a gondolkodási mintákat, az írást, a gépelést és különböző egyéb kommunikációs interakciókat is érinti. A hadaró kevés erőfeszítést és együttmozgást mutat (ezek a dadogónál jelen vannak). A hadarás és a dadogás – bár kombinálódhat egymással (létezik hadarásos dadogás) – a beszédfolyamatosság két, különálló zavara. A tiszta hadarásban nem jelenik meg a beszéd motorikus kivitelezésében blokkolás, sem elnyújtás. A tiszta dadogásban nincsenek tipikus hang- és szótagkihagyások és -összevonások. 
A hadarást gyakran összetévesztik más nyelvi, tanulási zavarral, például az ADHD-val. A hadaróknál gyakran jelentkeznek írási-olvasási nehézségek, zavarok (pl. diszlexia, diszgráfia). A kezelés megkezdése előtt fontos, hogy a hadarás-gyanús személyt pontosan diagnosztizálja a logopédus. A diagnosztikus folyamat általában hosszadalmas, melyet kettő vagy több ülésben szoktak elvégezni. Szükség lehet más szakember – pedagógus, gyógypedagógus, pszichológus, pszichiáter, gyermekorvos, neuropszichológus – véleményére is. A felmérés magában foglalja a gyermek anamnézisét – különös tekintettel a nyelvi fejlődésére –, kommunikációjának, valamint nyelvi képességeinek megfigyelést. A logopédiai vizsgálatnak ki kell terjednie a beszédfolyamatosság vizsgálatára, valamint meg kell figyelni az esetlegesen társuló rendellenességeket, mint például az orális-motoros készségeket, kiejtésbeli problémákat, szociális nehézségeket. Ha a hadarás-gyanús személy még iskolába jár, akkor érdemes felvenni egy átfogó tanulási képességvizsgáló tesztet, valamint intelligenciatesztet is. A diagnózisban szerepelnie kell, hogy fennáll-e a hadarás, avagy sem, és azt is pontosítani szükséges, hogy milyen nehézségekkel, tünetekkel társul (dadogás, nyelvi zavar, tanulási zavar).

## Terápia
Ha a hadarás hátterében öröklött, organikus vagy éppen familiáris okok állnak, a terápia hatására a tünetek enyhülhetnek, időszakosan akár tünetmentessé is válhat, de az okok nem fognak megszűnni. Jelenleg sajnos nincs egyetlen elismert gyógymód sem, amely megszüntetné az összes tünetét és okát a hadarásnak. A beszédterápia azonban általában alkalmas bizonyos mértékű javulás elérésére. A hadarás kezelését a kliens egyedi nehézségeihez, igényeihez kell igazítani, azonban, mivel sajnos kevés adat áll rendelkezésre, amelyek a kezelések standard eljárásait javasolják, az egyéni terápiás terv felállítás nem egyszerű. Mindazonáltal számos terápiás stratégiát ajánlottak az évek során, amelyek közül soknál kimutatták, hogy hatásosak a specifikus hadarók számára. Ezek közé tartozik a beszéd, a nyelv és más készségek terápiája, fejlesztése, amelyek befolyásolhatják a hadaró képességét, készségét a hatékony kommunikációs stratégiák kialakítására. A hadarás kezelésére közös célokat vagy elveket választottak ki a szakemberek, és ezeket az alábbiak szerint rangsorolták: lelassított beszédtempó kialakítása; fokozott önmonitorozás; tiszta artikuláció használata; tudatosan tervezett és szervezett nyelvtan használata; interakció a hallgatókkal; természetes beszédre való törekvés. A következő részek mindegyik alapelvet szemléltetik.
- Lelassított beszédtempó

A lassítás, mint bármely más cél, hatékony lehet a hadarásos tünetek enyhítésében. Ez könnyűnek tűnhet, de a logopédusoknak emlékeztetniük kell arra a pácienst, hogy sokkal nehezebb számára a lassú ütem elérése és fenntartása, mint egy átlagos személynek. Bármilyen súlyos is legyen a hadarás mértéke, a szakemberek azon az állásponton vannak, hogy a terápiát vezető logopédusnak ennél a stratégiánál kell maradnia mindaddig, amíg más, hatékonyabb stratégiát nem talál a páciens számára. Azonban figyelni kell arra is, hogy néha a kliens beszédének lelassítása nem hasznos, sőt akár káros is lehet. A klinikusoknak tisztában kell lenniük azzal is, hogy a beszédsebesség gyakran növekszik, ahogy a téma érzelmi intenzitása nő.
- Fokozott önmonitorozás

A hadaró személyeknek gyakran meg kell tanulniuk monitorozni a beszédüket. Sokan képtelenek vagy nem hajlandók gondolkodni a beszédük ritmusán, különösen a visszajelzések hiányában és főleg spontán beszéd során. Valamennyi sebességcsökkentési stratégia nagyobb felügyeletet igényel. Egy lehetséges megoldás az, ha a logopédusok "gyorshajtási jegyeket" adnak, hogy segítsenek a klienseknek emlékezniük a lassabb beszédtempóra. Szintén lehetséges megoldás lehet az úgynevezett késleltetett hallási visszacsatolás a lassabb beszédritmus elérésében. Megoldást jelenthet, ha a gyors, hadaró beszédszegmenseket hangszalagra, hangfelvételre rögzítik, ezeket képalkotó eljárással kivetítik, így a páciens látni és hallani fogja a beszédtempóját. A felvett hangfájlokat ezek után pedig egyszerű a kívánt beszédtempó gyorsaságához igazítani, és a kliens így be tudja gyakorolni a hanganyag ismétlésével a terápia keretében a helyes beszédritmust, és közben egy látható visszacsatolást is kap az elért eredményeiről. A videón megjelenített vagy kihangosított beszélgetések elemzése azon helyek azonosítására szolgál, ahol a megfigyelés látszólag leállt. A klinikusok elkészíthetik a felvett és kivetített beszédet az ügyfelek számára, ahol a kliens legrosszabb, megkérdőjelezhető és legjobb beszédmintáit reprezentálják, majd segítik őket abban, hogy elsajátítsák a helyes technikát.
- A tiszta artikuláció kialakítása

A beszédritmus vagy a hatékonyabb monitorozás tanulása gyakran érthetőbb beszédet eredményez. Ha nem, további kezelésre van szükség. A szisztematikus csonkításokat a hagyományos artikulációs terápia alkalmazásával szépen kezelni lehet. A kezelésnek arra kell törekednie, hogy a tanult helyes artikulációs mintázatokat, változásokat beépítse a spontán beszédbe. Néha azonban előre megalkotott mondatokat kell begyakorolni ahhoz, hogy az egyensúlyt létre lehessen hozni a tisztázatlan, zsúfolt beszéd és a helyes, de "túlságosan artikulált" és természetellenes beszéd között.
- Tervezett, szervezett nyelvtan használata

Nyelvi kezelés ajánlott, ha a fent leírt stratégiák nem voltak teljesen hatékonyak. Több szintaktikailag elfogadható mondatot és koherens elbeszélést lehet előidézni az egyszerű, rövid mondatokkal kezdve, majd ezeket tudatosan bővítve. Egy logikai minta mentén tudatosan, előre felépített mondatok begyakorlásával a páciens megtanulja a gondolatait és a nyelvtani tartalmakat, tényezőket összeegyeztetni és ezzel megtanulja elkerülni, hogy beszéde csapongóvá és nyelvtanilag hibássá váljon.
- Interakció a hallgatókkal

A hadaró személyeknek gyakran szükségük van arra, hogy felkészüljenek az őket hallgatókkal való beszélgetésre. A képzésen meg kell tanulni beszélgetni, hogy az interakció során a két beszélgető fél kölcsönösen hallgassa meg egymást, valamint a metakommunikációs készségek fejlesztését is, pl. a hallgató homlokának ráncosodásának értelmezése. Végül a hadaró időnként kontrollálhatja az őt hallgatót azzal, hogy megkérdezi: "Megkaptad?" vagy "Meg kell-e ismételnem?
- Természetes beszéd

A beszédben a gyors, szabálytalan arányokat, valamint a lassú, robotikás arányokat természetellenesnek tartják. Ha indokolt, javasoljuk, hogy a hadaró kliensek tanítsák a szótagolási időtartamokat (különösen a hangsúlyozott szótagok) és az intonációs kontúrokat. Közvetlen visszajelzést adnak a mesterséges vagy furcsa beszédért. A Visi-Pitch® intenzitási és frekvenciasávok klinikai modelljeinek imitálása, a lassulás elősegítése mellett hatékonyan taníthatja a klienst, hogyan változtassa meg a hangmagasságot és a hangerőt a természetesebb hangzás érdekében.
Ulrike Sick terápiája a figyelem fejlesztésére, a prozódiára, az öntudat kialakítására, az auditív észlelés és feldolgozás fejlesztésére, a légzéstechnikára, a hangfejlesztésre, a beszédszünetek beállítására, a beszédtempó lassítására, a kommunikációs-pragmatikai deficitek kezelésére, a negatív beállítottság és személyiségminták megváltoztatására irányul.

### Mit tudnak tenni a gondozók, tanárok, hozzátartozók?
A legtöbb hadarónak a barátok, kollégák, a családtagok mutatják meg, hogy beszédproblémájuk van. A motiváció a kulcsszó. Vannak olyan hadarók, akik nincsenek maguk meggyőződve a beszédzavaruk felől, náluk a terápiában nincs haladás. Fontos egy szoros együttműködést kialakítania a logopédusnak más szakemberekkel. Ha nem értjük a hadaró beszédét, megfejthető a tartalom célzott kérdésekkel. Ha visszavezetjük a hadaró gyermeket a témába, akkor segítjük őt, ha strukturálatlanul és összefüggéstelenül mesél. Tegyünk fel alternatív kérdéseket, ha a hadarónak nem sikerül a beszéd tartalmát közölnie. Tartsunk konzultációt a logopédussal, ha a hadarásos tünetek az iskolában negatívan befolyásolják az iskolai teljesítményt.

### Gyerekek kezelése
A szakemberek segítsége mellett a következő tanácsokat jó, ha betartjuk egy hadaró kisgyermeknél:
- Ne mondjuk a gyermeknek, hogy hadar!
- Ne ismételtessük, ne javítsuk a beszédét!
- Mindig legyen elég időnk arra, hogy meghallgassuk, ne szakítsuk félbe a gyermek beszédét!
- Ne produkáltassuk, ha nem szeretné!
- Ha fáradt, akkor kevesebbet beszéltessük!
- Vonjuk be őket olyan elfoglaltságokba, amelyek sok nyelvi tapasztalatot nyújtanak: ilyen a bábozás, a mesélés, éneklés!
- Mutassunk nyugodt, halk, dallamos beszédpéldát!
- Teremtsünk elfogadó környezetet számára, ahol biztonságban érzi magát[13]

### Felnőttek kezelése
A hadarás felnőttkorban is eredményesen kezelhető, amely hozzájárul az alany munkahelyi sikereihez is. Elsőként a beszédtechnikával, azon belül a helyes lélegzés, hangadás, a megfelelő ritmus, hangsúly és hanglejtés kialakítása a cél. A légzéskapacitást egyre hosszabb szövegek gyakorlásával növelik. A felolvasandó szövegeket elemzik, és az alany csak a megjelölt helyeken vehet új levegőt. Megfigyelik az alany lélegzését, a levegő beosztását, a lélegzés és a beszéd összehangolását, a rekeszizom mozgását. Nem mindegy, hogy mekkora levegőt vesz, hol szívja be, meddig tartja bent, teljesen kiüríti-e az új lélegzetvétel előtt. Emellett még fontos az is, hogy hol, hogyan engedi ki a levegőt, vagy hogy azonnal új levegőt vesz-e, ha a régi elfogyott. Miután a tanítvány már jól halad a lélegzőgyakorlatokkal, elkezdik a hanggyakorlatokat is. Tiszta magánhangzókra törekszenek, a logopédus igyekszik kifejezett, jól olvasható szájmozgásokat kialakítani tanítványánál. A felhasznált szövegek az adott magánhangzóra épülnek; a szöveg legtöbb magánhangzója az adott hangzóval egyezik meg. Külön figyelmet fordítanak a hosszú-rövid szembenállásra. Ehhez szópárokat gyakorolnak pl. adok-adók, kerülök-kerülők, falu-falú, török-törők-tőrök. A ritmizáláshoz a tanítványnak hosszú, nehéz szavakat kell gyűjtenie a szakterületéről. Ez lehet bármi, például dezoxiribonukleinsav (biokémia), vagy kvázikonkáv-konvex (matematika). Az összegyűjtött szavakat ritmizálják, lelépik, ledobolják, és más módokon is gyakorolják. A ritmusképletek alapján csoportosítják is ezeket a szavakat, például asszimiláció (biológia, társadalomtudományok) tá-ti-ti-tá-ti-tá. Ezután a tanítvány először utánmondja, utána együttmondják ezeket a szavakat. Hangsúlyozni szövegeket és verseket kell tanulni. Kiemelik a fontos szavakat, megbeszélik és próbálgatják a kifejező előadásmódját. Gyakran számolással kezdik ezt a fejezetet. Vicceket, anekdotákat is feldolgoznak. Összefoglalva, ebben a szakaszban a lélegzést, az artikulációt, a hangsúlyozást és a szüneteket gyakorolják. Ezzel már magabiztosabbá válik a tanítvány, de igazán bátran csak a nyelvi fejlesztés megkezdése után fog beszélni. Gyakorolják a mondatszerkesztést, bővítik a szókincset mondatok és szövegek átszerkesztésével, és az átszerkesztés hatásának megfigyelésével. A szókincset a ritka szavak szókártyákra való kigyűjtésével, szógyűjtéssel tudatosítják. A szövegedzés feladatában egy szöveget rövidítenek le, vagy részleteznek ki. Változtatják a szöveg stílusát is, például hivatalos szövegből bulvárt, vagy anekdotából hivatalos szöveget kell készíteni. A hadaróknak sokszor nemcsak a beszéddel és az írással van gondjuk, hanem a megfogalmazással, a szövegek felépítésével is, ezért ezt is gyakorolják. Ezt többféle nyelvi játékkal támogatják, például hírmagyarázás, egy elbeszélés megfordítása, utalószavas kifejezések elhelyezése, mondatok halmozása, hibás szószerkezetek kijavítása, vagy nehezen érthető mondatok átalakítása. Így tudatosítják a megfogalmazás módját. Mindezek a gyakorlatok a gondolatok rendszerezését is támogatják, ami a hadaró életében is nagy segítséget jelent. A beszéd és a gondolkodás mellett a személyiséget is fejlesztik, ami szükség szerint tartalmazza a következőket: önismeret, célok kitűzése, prioritások felállítása, akciótervek kialakítása, részelemekre bontás, időgazdálkodás, feledékenység-stratégia.

## Lásd még
- Afázia
- Dadogás
- Dizartria
- Pöszeség

## Fordítás
- Ez a szócikk részben vagy egészben  a   Cluttering című angol Wikipédia-szócikk fordításán alapul.  Az eredeti cikk szerkesztőit annak laptörténete sorolja fel. Ez a jelzés csupán a megfogalmazás eredetét és a szerzői jogokat jelzi, nem szolgál a cikkben szereplő információk forrásmegjelöléseként.
- Ez a szócikk részben vagy egészben  a   Poltern (Sprechstörung) című német Wikipédia-szócikk fordításán alapul.  Az eredeti cikk szerkesztőit annak laptörténete sorolja fel. Ez a jelzés csupán a megfogalmazás eredetét és a szerzői jogokat jelzi, nem szolgál a cikkben szereplő információk forrásmegjelöléseként.

## Ajánlott irodalom
- Vassné Kovács Emőke, A hadarás, Bp, 1993.